# Kerbal Space Program
Kerbal Space Program, también conocido por sus siglas KSP, es un videojuego de simulación espacial que permite administrar un programa espacial. Consiste en construir cohetes, naves espaciales, astromóviles y estaciones espaciales para después lanzarlos al espacio y llevarlos a otro planeta o a una de sus lunas, dentro de un sistema planetario ficticio similar al sistema solar.
El nombre del juego proviene de los habitantes del planeta donde se sitúa la sede del programa espacial, los kerbals. Tiene un aspecto en el que resalta una piel verde con una cabeza cilíndrica de grandes dimensiones y ojos saltones. Entre los kerbals famosos destaca Jebediah Kerman, un piloto perteneciente a los cuatro originales,  es decir, los cuatro kerbals de los que dispones en la plantilla de personal al inicio del juego y que renacen si sufren un accidente. Estos cuatro originales están formados por: Jebediah Kerman (piloto), Valentina Kerman (piloto), Bill Kerman (ingeniero) y Bob Kerman (científico)

## Jugabilidad
El juego permite diseñar, construir y pilotar naves, como cohetes espaciales y aviones a partir de módulos prefabricados, también conocidos como partes. Estas partes incluyen los motores, tanques de combustible y las alas. Incluso hay piezas para la construcción de vehículos con ruedas, como astromóviles o rovers. El videojuego tiene una base de modificadores muy amplia, en la que los jugadores pueden crear sus propias piezas y publicarlas. Se puede incluso modificar el sistema solar, para añadir más planetas.
Podemos encontrar varios modos de juego:
- Modo carrera, En este modo contaremos con unas pocas partes al comenzar. Los edificios y los Kerbals estarán en nivel 0, por lo que casi todas las características de estos últimos estarán limitadas. En este modo, las naves tienen un precio que debemos pagar para poder lanzarlas, además las nuevas partes deben desbloquearse en un árbol de ciencia que nos aparece en el edificio de laboratorios. Debemos de completar contratos para ganar dinero y  prestigio, también recopilar y hacer llegar ciencia para obtener puntos de ciencia para el desbloquear el árbol. Para subir el nivel de los Kerbals es necesario que realicen misiones a distintos astros, ganando en cada uno de ellos un número máximo de puntos que no son acumulativos, de manera que una vez realizada la proeza más valiosa (plantar una bandera, con excepción de kerbin que es alcanzar la órbita) ya no volvemos a obtener nueva experiencia.

- Modo ciencia, En este modo las partes también están limitadas, pero a diferencia del modo carrera, el factor del dinero no influye, por lo que no necesitaremos mejorar edificios ni nos costara nada lanzar las naves. Los Kerbals también estarán a su máximo nivel. El árbol de ciencia si estará limitado de la misma manera que en el modo carrera. Los contratos estarán disponibles y deberemos recopilar la ciencia de la manera habitual.

- Modo libre, En este modo todo está disponible desde el inicio, todos los edificios estarán mejorados, el árbol de ciencia completo y los Kerbals también estarán a su máximo nivel. Podremos recopilar ciencia, aunque no tendrá ningún valor y los contratos no estarán disponibles.

En el juego existe un sistema planetario completo con los siguientes astros:
- Kerbol, es la estrella de este sistema.

- Moho, similar a Mercurio.

- Eve, se encuentra en la 2.ª posición frente a Kerbol, se asemeja a Venus. Posee pequeños lagos, una atmósfera muy densa de color morado y tierra del mismo color. Es el más grande de los rocosos de este sistema. Posee una luna: Gilly, un pequeño asteroide capturado, el astro más pequeño del sistema.

- Kerbin, sería el equivalente a la Tierra. Lo habitan los Kerbals que son los que el jugador utilizará para lanzar cohetes y naves espaciales. Posee dos lunas: La Muna y Minmus, la primera similar a la Luna y la segunda de hielo con grandes lagos congelados y una superficie compuesta por pequeños cristales.

- Cinturón de asteroides, pues es eso, un cinturón de asteroides, en donde solo aparecen los asteroides cercanos a Kerbin.

- Duna, vendría a ser el equivalente a Marte en la realidad. Posee una luna: Ike, que no supera ni en tamaño ni en masa a La Muna.

- Dres,es uno de los planetas enanos del juego, semejante a Ceres.

- Jool, planeta gaseoso que se asemeja a Júpiter. De color verde y de una atmósfera muy densa. Es muy conocido entre los jugadores por tener 5 lunas.

- Eeloo, es el planeta enano más pequeño del juego, se asemeja parcialmente a Plutón, aunque parte de sus características están inventadas. Está totalmente helado, con una superficie relativamente suave y algunos cañones profundos.

## Easter eggs
Para estimular la exploración del jugador, los desarrolladores incluyeron "sorpresas" por diferentes planetas y lunas. Es difícil encontrarlos, pero hay mods que ayudan a su localización. Suelen ser estructuras, tales como un memorial a Neil Amstrong y diversas estructuras con los logotipos de Squad entre otros, pero en la luna Bop de Jool hay una especie de "Kraken espacial" muerto y en Duna también hay una pirámide que emite señales de televisión SSTV.

## Modificaciones
El juego goza de una importante comunidad de modding, con cientos de mods publicados hasta la fecha. Estos mods del juego permiten más facilidad de juego, o simplemente, descargar vehículos terrestres o aviones que han diseñado otros jugadores.(La comunidad de modding esta en constante actualización, se trata del servicio de Curse de Kerbal Space Program).
Los creadores del videojuego siempre tuvieron en mente permitir a los jugadores modificar el juego, permitiendo crear desde partes modificadas, a planetas propios o funcionalidades, por ejemplo, añadir más piezas, o mejorar los gráficos del juego añadiendo nubes, etc.
Los usuarios del juego crearon una herramienta para facilitar el modding del juego llamada CKAN que ayuda a hacer menos tediosa la instalación de mods.

## Versión de prueba
La versión de prueba se basa en la versión 0.23 incluye solamente los astros Kerbin, Mun y Kerbol. Aunque se puede orbitar alrededor de Kerbol a una gran distancia, no es posible acercarse ya que se muestra como una singularidad. Esta versión tiene las mismas características que la versión de pago pero con menos piezas e incompatibilidad con mods.